# Jean-Marie Balestre
Jean-Marie Balestre (Saint-Rémy-de-Provence, 9 aprile 1921 – Saint-Cloud, 26 marzo 2008) è stato un dirigente sportivo francese.

## Biografia

### Il giornalismo e la guerra
Nel 1937, conclusi gli studi in legge, inizia la carriera di giornalista dapprima nella redazione del giornale Sport et santé, e poi in L'Auto, testata antenata de L'Équipe. Allo scoppio della seconda guerra mondiale, nel 1940, si rifugia a Tolosa, dove aderisce alle organizzazioni di destra Jeunes du Maréchal e Jeune Front, in cui fa la conoscenza di Robert Hersant, che è uno dei dirigenti dell'organizzazione. Nel 1942 entra nelle Nationalsozialistische Kraftfahrkorps (NSKK, unità naziste di forze motorizzate), mentre il 18 novembre 1942 lancia il giornale Jeune Force de France e collabora a Devenir, giornale legato alle SS francesi. Il 17 maggio 1943, passa all'Erstaztcommando de la S.S. (matricola 10.248).
Nel giornale Devenir, che ha creato con l'amico Philippe Merlin, scrive, nel marzo 1944, un articolo intitolato Les soldats du Führer:
I giovani francesi che hanno indossato la loro uniforme delle Waffen SS, difendevano la loro bandiera e il loro prestigio; hanno abbracciato un ideale intransigente e appartennero a un Ordine che non si può abbandonare se non con la morte...
Essi sono soldati del Führer, sono soldati fanatici e leali ad Adolf Hitler che ha loro accordato per due volte il più grande degli onori.

Firmato: Jean Balestre, SS Schütze.
Questa circostanza, rilevata dal giornalista Pierre Dubreuil nella sua opera Des bolides en or paru nel 1984, non sarà mai smentita dal diretto interessato, che affermò di essersi infiltrato in tale organizzazione quale membro della Resistenza, fatto però mai dimostrato. Incarcerato nella prigione di Fresnes dopo la Liberazione, beneficia di un non-luogo nel 1947, prima di ricevere nel 1954 la carta di deportato, e di essere onorato con la Légion d'honneur nel 1968. Nel 1947, con Robert Hersant, fonda l'International General Presse e, tre anni dopo, la rivista L'Auto-Journal.

### L'impegno sportivo
Balestre crea nel 1959 la fédération nationale du karting, che gli fa da trampolino per accedere, nel 1968, al ruolo di segretario generale della FFSA (Fédération Française de Sport Automobile), a cui accede alla presidenza nel 1973. Successivamente va a integrare la CSI (commissione sportiva internazionale, organo della FIA incaricato di organizzare le manifestazioni motoristiche sportive tra cui il Campionato mondiale di Formula 1) a fianco del belga Pierre Ugeux, che ne è il massimo dirigente dell'epoca. Nel 1978, la CSI è oramai un organismo considerato obsoleto vista la crescente importanza della FOCA, l'organizzazione che curava gli interessi dei costruttori della Formula 1, creata da Bernie Ecclestone. Con un programma che prevedeva una ripresa del controllo sulla F1, Jean-Marie Balestre viene eletto a capo della CSI (che ribattezza subito come FISA, ovvero "Federazione Internazionale dello Sport automobilistico"). Nel 1985 diviene anche presidente della FIA, ove rimpiazza il Principe Metternich, trovandosi così a capo, contemporaneamente, di tre federazioni motoristiche.
Fu protagonista in quel periodo della cosiddetta guerra FISA-FOCA, che caratterizzò la Formula 1 nel periodo che va dal 1979 al 1981. Jean-Marie Balestre contrastò per lungo tempo Bernie Ecclestone per il controllo della categoria. La lotta trovò un punto d'incontro nel 1981 con la firma del Patto della Concordia, dal nome della piazza parigina in cui aveva sede la FISA, installata presso gli uffici dell'ACF (l'Automobil Club francese). Il patto, che regola ancora, anche se aggiornato, la F1 moderna, riservò alla FISA il controllo tecnico sul campionato e alla FOCA quello economico.
L'elemento di maggior scontro tra FISA e FOCA era la battaglia per l'interdizione all'utilizzo delle vetture effetto-suolo, portata avanti da Balestre, in nome di una maggiore sicurezza. In generale la sua presidenza verrà ricordata per la volontà di migliorare le condizioni di sicurezza delle gare motoristiche, non solo tra le monoposto ma anche nei rally, qui con l'abbandono delle vetture del Gruppo B dopo la morte dell'equipaggio Henri Toivonen-Sergio Cresto, avvenuta durante il Tour de Corse del 1986. La sua intransigenza sulla questione ne aumenterà la considerazione tra i piloti. In seguito si ritroverà oggetto di critiche riguardo l'andamento del campionato di Formula 1, nate in seguito alle accuse di Ayrton Senna: fra tutte la squalifica del pilota brasiliano nel Gran Premio del Giappone 1989, o ancora il rifiuto di modificare la posizione della pole position l'anno seguente, sempre in Giappone e sempre su richiesta di Senna.
Nel 1991 verrà battuto da Max Mosley alle elezioni per la presidenza della FISA, per poi abbandonare nel 1993 anche la presidenza della FIA, sempre a favore di Mosley. Balestre mantenne comunque il ruolo di presidente onorario. Nel 1996 abbandonò la carica di presidente della FFSA, sostituito da Jacques Régis.